# Helsingør Dagblad
Helsingør Dagblad er et lokalt dagblad, der offentliggøres i Nordsjælland. Avisen var en del af North Media, indtil den blev overtaget af Jysk Fynske Medier.

## Historie og profil
Helsingør Dagblad blev oprettet af Henrik Donatzky, en forlægger, i 1867. Indtil 2020 var avisen en del af North Media og blev udgivet af Søndagsavisen A/S, som også udgiver Søndagsavisen. Tidligere udgav Helsingør Dagblad A/S Group Helsingør Dagblad. Søndagsavisen A/S havde en andel i selskabet indtil 2009, da det købte virksomheden fra Dansk AvisTryk A/S. Avisen offentliggøres i Nordsjælland.
I marts 2017 blev Dorthe Carlsen udnævnt til direktør for avisen; hun erstattede Svein Gilbu i denne stilling.
I 2020 oplyste ejeren North Media Aviser A/S, at de har besluttet at sælge Helsingør Dagblad; hvis det ikke lykkes, risikerer avisen at lukke.
I april 2020 købte Jysk Fynske Medier Helsingør Dagblad og udnævnte Peter Hagmund til ny chefredaktør.

## Redaktører siden 2006
- Klaus Dalgas (chefredaktør 2005-2007, 2007-2017)[10]
- Mads Birch (konstitueret redaktør 2017-2018)[11]
- Bo Christensen (redaktør 2018-2020)[11]
- Peter Hagmund Hansen (chefredaktør 2020-2022)
- Josephine Vedel (chefredaktør 2022-2023)
- Søren Johannesen (chefredaktør 2023-nu)

## Læsertal
Ifølge MediaWatch er Helsingør Dagblads læsertal faldet fra 21.000 til 16.000 personer i løbet af årene 2017-19.